# Таязура-клинохвіст велика
Таязу́ра-клинохві́ст велика (Dromococcyx phasianellus) — вид зозулеподібних птахів родини зозулевих (Cuculidae). Мешкає в Мексиці, Центральній і Південній Америці.

## Опис

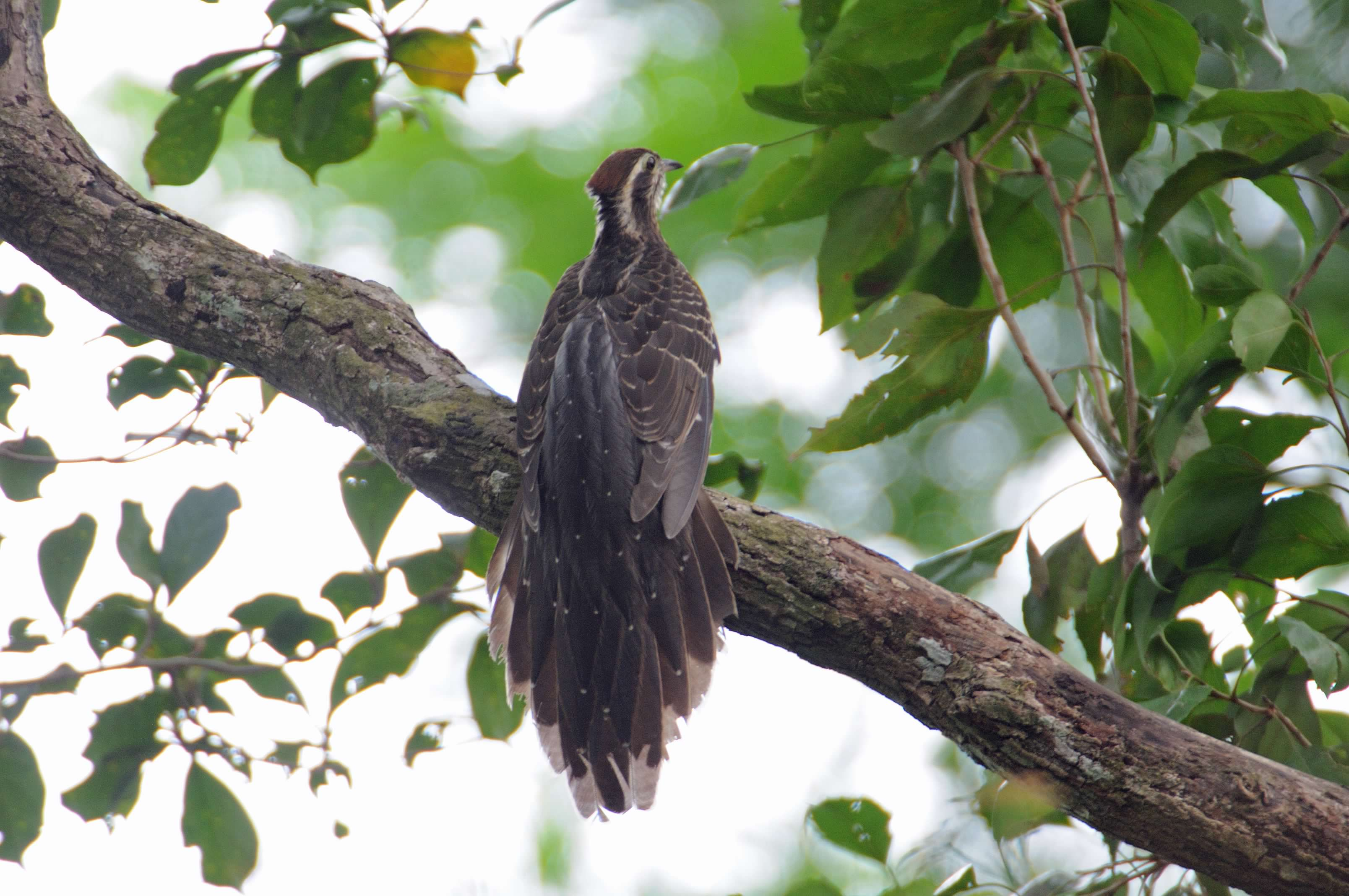
Велика таязура-клинохвіст

Довжина птаха становить 33-41 см. Виду не притаманний статевий диморфізм. Верхня частина тіла темно-попелясто-бура, нижня частина тіла блідо-охриста, груди поцятковані темними плямками. На голові короткий рудувато-коричневий чуб. Хвіст довгий, широкий, східчастий. Голос — два коротких посвисти, другий з яких має більш високий тон, за якими іде коротка трель "Вііі! Вііі! Віірр-р-р!".

## Поширення і екологія
Великі таязури-клинхвости поширені від Мексики до Панами, в Колумбії і північній Венесуелі та від південної Колумбії і Еквадору до східної Бразилії, Парагваю і північно-східної Аргентини. Вони живуть в підліску густих вологих і сухих тропічних лісів та галерейних лісів, на висоті до 1600 м над рівнем моря. Великі таязури-клинхвости ведуть наземний спосіб життя, уникають відкритих просторів. Живляться кониками, цикадами, жуками та іншими комахами, іноді також дрібними ящірками, зміями і пташенятами. Птахи змітають верхній шар опалого листя своїм широким, віялоподібним хвостом, видаючи при цьому брязкітливі звуки, тріпочучи крилами і клацаючи дзьобом. Імовірно, таким чином великі таязури-клинхвости намагаються налякати потенційну здобич, яку потом можна схопити.
Сезон розмноження в Мексиці триває з березня по серпень, в цей час самці співають. В штаті Оахака гніздування триває з квітня по червень, в Панамі з середині квітня по липень, тобто на початку сезону дощів. Самці реагують на спів інших самців зустрічним співом або демонстраційною поведінкою, розправляючи крила і підіймаючи чуб.
Великим таязурам-клинхвостам притаманний гніздовий паразитизм. Зокрема, вони підкладають яйця в гнізда бієнтевіо, світлогорлим мухоїдам, панамським пікоплано, рябим віюдитам, смугастим сорокушам та іншим горобцеподібним птахам.